# 革律翁山脉
革律翁山脉（Geryon Montes）是绵延在火星科普剌塔斯区的一道山脉，直径约359公里（223英里），其名称取自古典反照率名，1991年被国际天文学联合会批准接受。

## 另请查看
- 火星山脉列表